# مطرودون:غير مسموح بالذكاء

مطرودون:غير مسموح بالذكاء

مطرودون: غير مسموح بالذكاء فيلم وثائقي أُنتج عام 2008 يتناول نظرية التصميم الذكي التي تعارض نظرية التطور، ويوثق الفيلم شهادات علماء من المجتمع العلمي بقمع الأكاديميين الذين يعتقدون أنهم يرون أدلة التصميم الذكي في الطبيعة، والذين ينتقدون نظرية التطور لدارون، ويحاربون ما يعتبرونه «المؤامرة العلمية لفرض تدريس نظرية علمية واحدة في البلاد». يصور الفلم نظرية التطور بأن لها علاقة بالفاشية، والمحرقة، والشيوعية، والإلحاد، وتحسين النسل.
ولقد عرض الفلم بعدد من المسارح بلغ عددها 1,052 مسرحًا، وهو أمر لم يحدث لأي فلم وثائقي انتج من قبل، وحقق إيرادًا بلغ أكثر من 2,900,000 دولار خلال أسبوع واحد. وحصل بشكل كلي على 7,700,000 دولار مما يجعله الفيلم الوثائقي ذي الترتيب 23 في تسلسل الأفلام الوثائقية الأعلى إيرادًا في الولايات المتحدة (ويشمل تاريخ الإحصاءات من عام 1982 إلى الآن، مع عدم أخذ مقاييس التضخم في الاعتبار).

## روابط خارجية
- مطرودون:غير مسموح بالذكاء على موقع IMDb (الإنجليزية)
- مطرودون:غير مسموح بالذكاء على موقع ميتاكريتيك (الإنجليزية)
- مطرودون:غير مسموح بالذكاء على موقع روتن توميتوز (الإنجليزية)
- مطرودون:غير مسموح بالذكاء على موقع نتفليكس (الإنجليزية)
- مطرودون:غير مسموح بالذكاء على موقع ألو سيني (الفرنسية)
- مطرودون:غير مسموح بالذكاء على موقع Turner Classic Movies (الإنجليزية)
- مطرودون:غير مسموح بالذكاء على موقع أول موفي (الإنجليزية)
- مطرودون:غير مسموح بالذكاء على موقع بوكس أوفيس موجو (الإنجليزية)
- مطرودون:غير مسموح بالذكاء على موقع فيلمافينيتي (الإسبانية)
- مطرودون:غير مسموح بالذكاء على موقع قاعدة بيانات الفيلم (الإنجليزية)